# Albiorix conodentatus
Espèce
Albiorix conodentatus est une espèce de pseudoscorpions de la famille des Ideoroncidae.

## Distribution
Cette espèce se rencontre au Mexique au Coahuila, au Nuevo León, au Tamaulipas, au Chihuahua et au Sonora et aux États-Unis au Nouveau-Mexique et au Texas,.

## Description
Le mâle holotype mesure 2,3 mm.
Les mâles mesurent de 2,26 à 2,74 mm et les femelles de 2,63 à 4,32 mm.

## Publication originale
- Hoff, 1945 : The pseudoscorpion genus Albiorix Chamberlin. American Museum Novitates, vol. 1277, p. 1–12 (texte intégral).